# Djobi, Djoba
Singles de Gipsy Kings
Bamboléo
Djobi, Djoba est une chanson des Gipsy Kings, sortie en version instrumentale sur leur premier album Alegria en 1982, puis en single en 1987. C'est l'une des chansons les plus connues du groupe.

## Accusation de plagiat et procès
Le groupe El Principe Gitano a assigné les Gipsy Kings en contrefaçon, pour avoir repris dans la chanson Djobi Djoba, les caractéristiques de leur œuvre Obi Oba, déposée à la Sociedad general de autores de Espana (SGAE) en 1979.

## Charts
| Chart (1987–1988)             | Meilleure position |
| ----------------------------- | ------------------ |
| France (SNEP)                 | 15                 |
| Pays-Bas (Nederlandse Top 40) | 12                 |
| Pays-Bas (Single Top 100)     | 34                 |

## Reprises
- Fania All Stars, version salsa chantée par Pete Rodríguez (El Conde) sur l'album Bamboleo sorti en 1988.
- Helmut Fritz, sur son album Décalage immédiat sorti en 2013.